# Durruti, portrait d'un anarchiste
Pour plus de détails, voir Fiche technique et Distribution.
Durruti, portrait d'un anarchiste est un film français réalisé par Jean-Louis Comolli et Ginette Lavigne, sorti en 2000.

## Fiche technique
- Titre : Durruti, portrait d'un anarchiste
- Titre original : Buenaventura Durruti, anarquista
- Réalisation : Jean-Louis Comolli et Ginette Lavigne
- Conseiller historique : Abel Paz
- Photographie : Olaf Helbing et Jacques Pamart
- Costumes : Toni Martin
- Montage : Anita Pérez
- Production : INA
- Pays :  France
- Durée : 110 minutes
- Dates de sortie  : 
  - France - mai 2000 (Festival de Cannes - Programmation de l'ACID)
  - Espagne - 25 octobre 2013[1]

## Distribution
- Jesús Agelet
- Xavier Boada : Durruti
- Albert Boadella
- Ramon Fontserè
- Dolores Tuneu

## Sélection
- Festival de Cannes 2000 (programmation de l'ACID)[2]